# Michał Helik
Michał Sławomir Helik, född 9 september 1995, är en polsk fotbollsspelare som spelar för Huddersfield Town.

## Klubbkarriär
Den 9 september 2020 blev Helik klar för den engelska klubben Barnsley, där han skrev på ett kontrakt fram till den 30 juni 2023. Den 1 september 2022 värvades Helik av Huddersfield Town, där han skrev på ett treårskontrakt med option på ytterligare ett år.

## Landslagskarriär
Helik debuterade för det polska landslaget i en VM-kvalmatch mot Ungern den 25 mars 2021. Matchen slutade 3-3.